# 4566 Chaokuangpiu
4566 Chaokuangpiu (1981 WM4) là một tiểu hành tinh vành đai chính.